# 아미타불

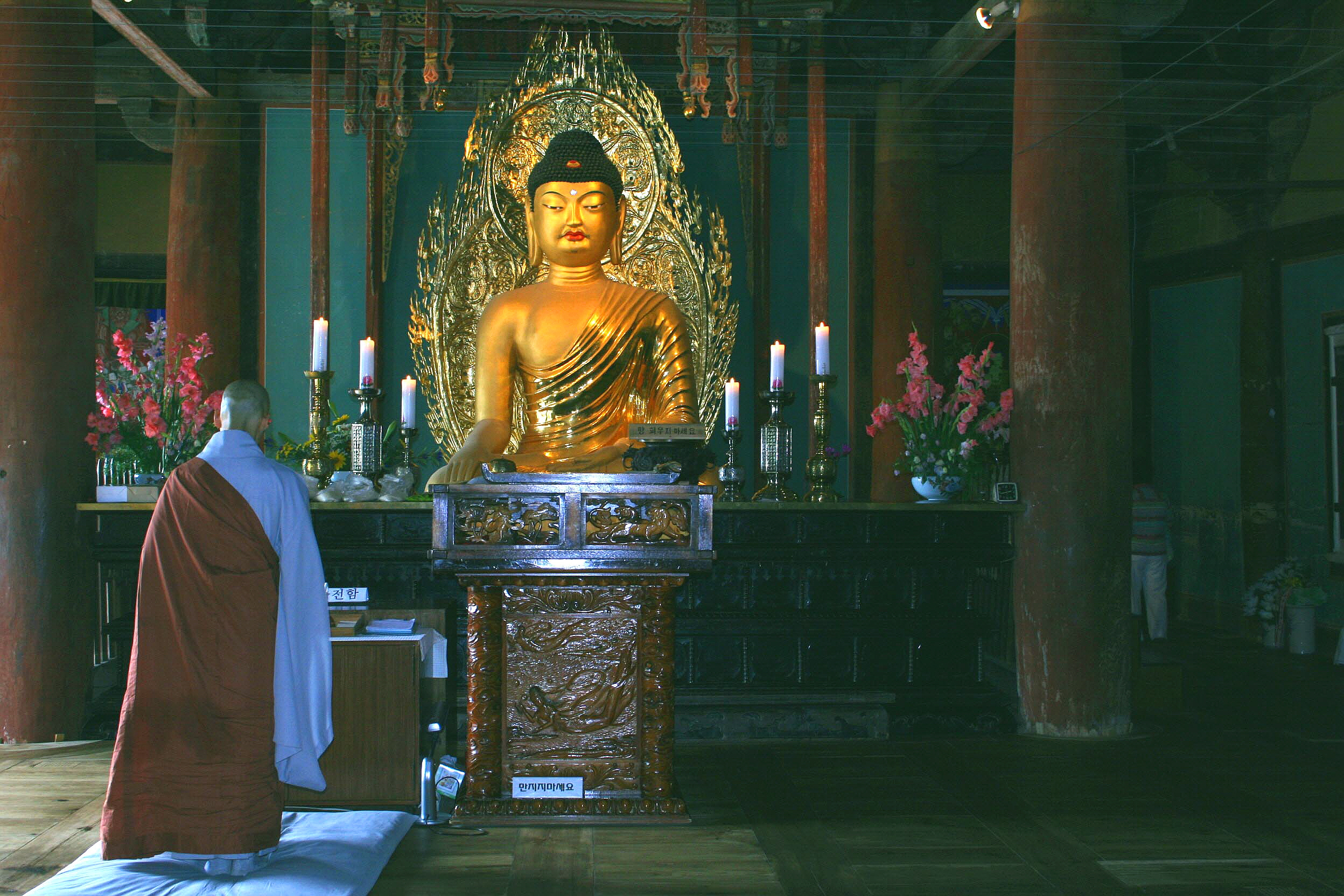
국보 제45호 영주 부석사 아미타불

아미타불(阿彌陀佛)은 불교에서 서방정토의 주인으로 있다고 믿는 부처이다. 무량수불(無量壽佛). 무량광불(無量光佛)이라고도 한다. 불교는 선한 업을 쌓으면 고통없고 즐거움이 가득한 서방정토에서 다시 태어날 수 있다는 믿음이 있어 아미타불에 의지한다. 불교의 가장 흔한 염불 가운데 하나인 나무아미타불은 아미타불에 귀의한다는 뜻이다. 아미타불은 특히 정토교와 관련이 깊다. 삼국시대에 정토 사상을 널리 전파한 신라의 원효는 나무아미타불 하나만 잘 염송하여도 세상이 곧 정토가 된다고 설파하였다.
불교에서는 우리가 살고 있는 세계를 사바세계로 인식하고 이에 비해 서쪽에는 서방정토가 동쪽에는 정유리세계가 있다고 믿는다. 현세인 사바세계의 부처는 석가모니이고 동방 정유리세계의 부처는 약사여래이며 서방정토의 부처가 아미타불이다. 이와 같은 방위에 대한 불교의 우주론은 고대 인도의 여러 종교와 사상이 함께 공유하는 것이었다. 이들 세계 사이는 매우 멀어 살아서 여행할 수 있는 거리가 아닌 십만억불토를 지나가야 당도할 수 있다고 설명된다. 따라서 사바세계의 동쪽과 서쪽에 있는 이상향은 죽어서나 갈 수 있는 곳이었다. 이로서 아미타불은 석가모니와 약사여래와 함께 삼세불로 인식되어 대웅전에 함께 모셔지게 되었다.
불교의 사찰에서 아미타불만을 본존불로 따로 모신 전각은 극락전이나 무량수전이라고 한다. 경상북도 안동시 봉정사 극락전, 경상북도 영주시 부석사 무량수전, 전라남도 강진군 무위사 극락전 등이 있다.

## 이름
아미타불은 산스크리트어 아미타유스 또는 아미타바에서 유래한 이름이다. 미타(mita)는 해아리다는 뜻으로 부정 접두어 아(a)를 붙이면 해아릴 수 없다는 뜻이 된다. 아미타유스는 해아릴 수 없는 수명을 지닌자, 즉 영원한 생명을 지닌자를 뜻하고, 아미타바는 무한한 광명을 지닌 자라는 뜻이 된다. 이 때문에 한역에서 뜻을 따라 번역하여 무량수불, 무량광불이라 부르기도 한다.

## 전승
『무량수경(無量壽經)』 · 『관무량수경(觀無量壽經)』 · 『아미타경(阿彌陀經)』의 내용을 따른다.
예전에 세자재왕불(世自在王佛)이 이 세상의 부처님이었다. 이때, 법장비구(법장보살)라는 수행자가 있었다. 그는 살아있는 모든 자를 구원하려고, 48가지 소원을 세우고 수행을 정진하여 마침내 아미타불이라는 부처가 되었다.
이때가 지금으로부터 10겁 전의 일이다. 1겁은 한 세계가 만들어졌다가 완전히 파괴되기까지 걸리는 시간이다. 지금도 아미타불은 극락정토에서 설법을 계속하고 있다고 한다.

## 극락(極樂)
아미타불이 항상 머문다는 이상세계이다. 극락세계, 극락정토, 정토, 서방정토, 안양(安養), 무량수불토(無量壽佛土), 무량광불토(無量光佛土), 무량청정토(無量淸淨土) 등의 여러 이름으로 불린다. 한자를 직역하면 즐거움(樂)이 극(極)에 달한 세계라는 뜻이지만, 이 즐거움은 사바세계처럼 식육, 수면욕, 색욕 등과 같은 욕심을 채워서 얻는 즐거움이 아니라, 부처의 법을 깨달아서 얻는 고차원적인 즐거움을 말하는 것이다.
『아미타경(阿彌陀經)』에 따르면, 서방으로 기천만 기십만 국토를 지나면 존재하는 곳으로 현재도 아미타불이 설법하고 있다고 한다. 이 서쪽이라는 방향은 인도인들의 내세관에서 유래한다. 인도인들은 해가 뜨는 동쪽으로 바라보면서, 앞에 있는 동쪽은 과거, 뒤에 있는 서쪽은 미래로 보았다고 한다. 그래서 죽은 후에, 다음 생에 다시 태어나서 왕생할 세계가 서방에 존재한다고 보았다고 한다.
극락세계에 태어나는 사람은 몸과 마음에 괴로움이 없고 즐거움만 있다고 한다.  금, 은, 유리, 수정의 4가지 보석과 방울로 장식되어 있다고 한다. 불교 성역을 둘러싸고 있는 울타리인 난순(欄楯)이 7겹이고, 타아라나무 기둥도 7겹이라고 한다. 연못은 4가지 보석과 산호, 호박, 마노, 진주 등으로 만들어져 있고, 모래는 황금이라고 한다. 그리고 이곳의 물을 마시면 8가지의 공덕을 얻는다고 한다.
하늘에선 음악이 들리고, 대지는 황금색이며, 밤낮으로 하루 3번씩 천상에서 꽃이 떨어진다. 백조, 공작새, 앵무새와 같은 새들이 노래를 부르는데, 이는 부처의 가르침을 전하는 법문이다. 그래서 이 노래를 들으면 불법승의 삼보(三寶)를 생각하게 된다고 한다. 바람소리 또한 법문이라고 한다. 이 세계는 모두 아미타불이 만든 것이라고 한다. 지옥, 축생(동물로 태어나는 것), 사신(죽음의 신)이 없으며 깨달음을 얻은 아라한과 부처가 될 중생도 한량 없다고 한다.
극락정토는 죽음이 없으므로 아미타불의 법문을 계속 듣게 되어 무조건 깨달을 수밖에 없다. 그리고 극락세계는 아미타불의 48원에 따른 이상적인 세계이므로, 아무리 어리석고 업이 무거운 존재들도 아미타불이 설법으로 쉽고 빠르게 깨닫는다. 죽음이 없으니 나고 죽는 고통도 없고, 질병과 고난 등도 없다.

### 극락에 태어나는 8가지 방법
『유마경』에 극락에 태어나는 8가지 방법이 나와있다.
1. 아무 것도 바라지 않고 중생을 도우며, 중생을 대신하여 모든 고생을 달게 받아야 한다.
2. 모든 중생을 평등하게 겸손하게 대해야 한다.
3. 모든 사람을 부처님처럼 공경해야 한다.
4. 모든 경전을 의심하지 않고 믿어야 한다.
5. 대승법(大乘法)을 믿어야 한다.
6. 남이 잘 되는 것을 시기하지 않아야 한다.
7. 자신의 허물만 살피고 남의 잘못을 생각하지 않아야 한다.
8. 늘 온갖 공덕을 힘써 닦아야 한다.

## 지장보살과의 비교
불교 사후관에서 아미타불은 지장보살과 함께 죽은 사람(망자, 영가)의 천도를 담당하고 있다. 목적은 모두 극락왕생이지만, 그 방법에는 약간 차이가 있다.
- 아미타불 : 사람이 죽으면, 바로 환생하여 아미타불의 극락정토에 태어나게 해달라고 바라며 기도를 올린다.
- 지장보살 : 죽은 사람이 지옥에 빠지지 않게 하거나, 이미 지옥에 빠진 사람을 구하여 극락으로 보내기 위해 기도를 올린다.

## 아미타불 관련 단어들
- 극락전 : 아미타불을 본존불로 모시는 전각이다. 협시보살로 관세음보살과 대세지보살을 모신다.
- 무량수전 또는 무량광전 : 아미타불을 부르는 다른 이름들에서 유래한 전각이다. 역시 아미타불을 본존불로 모신다.
- 아미타 삼존불 : 아미타불을 중간에 모시고, 우측에는 관세음보살을 좌측에는 대세지보살을 모신 형태를 말한다.
- 미타불 : 아미타불을 줄인 말이다.
- 미타봉 : 보통 산에 1개 정도 있는 봉우리 이름으로 아미타불이 계시는 봉우리를 의미한다.

## 아미타불의 사십팔대원(四十八大願)
아미타불은 전생에 법장비구였다. 이때, 사십팔대원(四十八大願)이라는 48가지 큰 서원을 세우고 수행을 하였다. ‘무량수경’에 법장비구가 세자재왕여래 앞에서 말한 사십팔대원들이 나와있다.
자세한 내용은 다음과 같다.
제1원. 무삼악취원(無三惡趣願)

제가 부처가 될 때 그 나라에 지옥과 아귀와 축생의 삼악도가 있다면 저는 차라리 부처가 되지 않겠나이다.
제2원. 불갱악취원(不更惡趣願)

제가 부처가 될 때 그 나라의 중생들이 수명이 다한 뒤에 다시 삼악도에 떨어진다면 저는 차라리 부처가 되지 않겠나이다.
제3원. 실개금색원(悉皆金色願)

제가 부처가 될 때 그 나라 중생들의 몸에서 찬란한 금색 광명이 빛나지 않다면 저는 차라리 부처가 되지 않겠나이다.
제4원. 무유호추원(無有好醜願)

제가 부처가 될 때 그 나라 중생들의 모양이 한결같이 훌륭하지 않고 잘 나고 못난이가 따로 있다면 저는 차라리 부처가 되지 않겠나이다.
제5원. 숙명통원(宿命通願)

제가 부처가 될 때 그 나라의 중생들이 숙명통을 얻어 백 천억 나유타겁의 옛 일들을 알지 못한다면 저는 차라리 부처가 되지 않겠나이다.
제6원. 천안통원(天眼通願)

제가 부처가 될 때 그 나라의 중생들이 천안통을 얻어 백 천억 나유타의 모든 세계를 볼 수 없다면 저는 차라리 부처가 되지 않겠나이다.
제7원. 천이통원(天耳通願)

제가 부처가 될 때 그 나라의 중생들이 천이통을 얻어 백 천억 나유타의 많은 부처님들의 설법을 듣고, 그 모두를 간직할 수 없다면 저는 차라리 부처가 되지 않겠나이다.
제8원. 타심통원(他心通願)

제가 부처가 될 때 그 나라의 중생들이 타심통을 얻어 백 천억 나유타의 모든 국토에 있는 중생들의 마음을 알지 못한다면 저는 차라리 부처가 되지 않겠나이다.
제9원. 신족통원(神足通願)

제가 부처가 될 적에, 그 나라의 중생들이 신족통을 얻어 순식간에 백천억 나유타의 모든 나라들을 지나가지 못한다면, 저는 차라리 부처가 되지 않겠나이다.
제10원. 누진통원(漏盡通願)

제가 부처가 될 적에, 그 나라의 중생들이 모든 번뇌를 여의는 누진통을 얻지 못하고 망상을 일으켜 자신에 집착하는 분별이 있다면, 저는 차라리 부처가 되지 않겠나이다.
제11원. 지심멸도원(至心滅道願)

제가 부처가 될 적에, 그 나라의 중생들이 만약, 성불하는 정정취(正定聚)에 머물지 못하고, 필경에 열반을 얻지 못한다면, 저는 차라리 부처가 되지 않겠나이다.
제12원. 광명무량원(光明無量願)

제가 부처가 될 적에, 저의 광명이 한량이 있어서 백천억 나유타의 모든 불국토를 비출 수가 없다면, 저는 차라리 부처가 되지 않겠나이다.
제13원. 수명무량원(壽命無量願)

제가 부처가 될 적에, 저의 수명이 한정이 있어서 백천억 나유타겁 동안만 살 수 있다면, 저는 차라리 부처가 되지 않겠나이다.
제14원. 성문무수원(聲聞無數願)

제가 부처가 될 적에, 그 나라 성문(聲聞)들의 수효가 한량이 있어서, 삼천대천세계의 성문과 연각(緣覺)들이 백천 겁 동안 세어서 그 수를 알 수 있는 정도라면, 저는 차라리 부처가 되지 않겠나이다.
제15원. 권속장수원(眷屬長壽願)

제가 부처가 될 적에, 그 나라 중생들의 수명은 한량이 없으리니, 다만 그들이 중생 제도의 서원에 따라 수명의 길고 짧음을 자재할 수는 있을지언정, 만약 그 수명에 한량이 있다면, 저는 차라리 부처가 되지 않겠나이다.
제16원. 무제불선원(無諸不善願)

제가 부처가 될 적에 그 나라의 중생들이 좋지 않은 일은 물론이요, 나쁜 이름이라도 있다면 저는 차라리 부처가 되지 않겠나이다.
제17원. 제불칭양원(諸佛稱揚願)

제가 부처가 될 적에 시방세계의 헤아릴 수 없는 모든 부처님들이 제 이름(아미타불)을 찬양하지 않는다면 저는 차라리 부처가 되지 않겠나이다.
제18원. 염불왕생원(念佛往生願)

제가 부처가 될 적에 시방세계의 중생들이 저의 나라에 태어나고자 신심과 환희심을 내어 제 이름(아미타불)을 다만 열 번만 불러도 제 나라에 태어날 수 없다면, 저는 차라리 부처가 되지 않겠나이다.
제19원. 임종현전원(臨終現前願)

제가 부처가 될 적에 시방세계의 중생들이 보리심을 일으켜 모든 공덕을 쌓고, 지성으로 극락세계에 태어나고자 원을 세우면 그들이 임종할 때 제가 대중들과 함께 가서 마중할 수 없다면 저는 차라리 부처가 되지 않겠나이다.
제20원. 식제덕본원(植諸德本願)

제가 부처가 될 적에 시방세계의 중생들이 제 이름(아미타불)을 듣고 극락세계를 흠모하여 많은 선근공덕을 쌓고, 지성으로 저의 나라에 태어나고자 마음을 회향할 때 그 목적을 이루지 못한다면 저는 차라리 부처가 되지 않겠나이다.
제21원. 삼십이상원(三十二相願)

제가 부처가 될 적에, 그 나라의 중생들이 모두 32대인상(大人相)의 훌륭한 상호를 갖추지 못한다면, 저는 차라리 부처가 되지 않겠나이다.
제22원. 필지보처원(必至補處願)

제가 부처가 될 적에, 다른 불국토의 보살들이 극락에 와서 태어난다면, 필경에 그들은 한 생만 지나면 반드시 부처가 되는 일생보처(一生補處)의 자리에 이르게 되리다. 다만 그들이 큰 서원을 세우고 선근공덕을 쌓아 일체중생을 제도하거나 모든 불국토에 다니며 보살행을 닦아 시방세계의 여러 부처님을 공양하고, 또 한량없는 중생을 교화하여 위없이 바르고 참다운 가르침을 세우고자 보현보살의 공덕을 닦으려는 이들은 그 원행(願行)에 따를 것이지만 다른 보살들이 일생보처에 이르지 못한다면 저는 차라리 부처가 되지 않겠나이다.
제23원. 공양제불원(供養諸佛願)

제가 부처가 될 적에 그 나라의 보살들이 부처님의 신통력을 입고, 모든 부처님을 공양하기 위하여 한참 동안에 헤아릴 수 없는 모든 불국토에 두루 이를 수가 없다면, 저는 차라리 부처가 되지 않겠나이다.
제24원. 공구여의원(供具如意願)

제가 부처가 될 적에 그 나라의 보살들이 모든 부처님에게 공양드리는 공덕을 세우려 할 때 그들이 바라는 모든 공양하는 물건들을 마음대로 얻을 수 없다면 저는 차라리 부처가 되지 않겠나이다.
제25원. 설일체지원(說一切智願)

제가 부처가 될 적에 그 나라의 보살들이 부처님의 일체지혜를 연설할 수 없다면 저는 차라리 부처가 되지 않겠나이다.
제26원. 나라연신원(那羅延身願)

제가 부처가 될 적에 그 나라의 보살들이 천상의 금강역사인 나라연과 같은 견고한 몸을 얻지 못한다면, 저는 차라리 부처가 되지 않겠나이다.
제27원. 소수엄정원(所須嚴淨願)

제가 부처가 될 적에 극락세계 중생들과 일체 만물은 정결하고 찬란하게 빛나며 그 모양이 빼어나고 지극히 미묘함을 능히 칭량할 수 없으리니, 만약 천안통을 얻은 이가 그 이름과 수효를 헤아릴 수 있다면 저는 차라리 부처가 되지 않겠나이다.
제28원. 견도량수원(見道場樹願)

제가 부처가 될 적에 그 나라의 보살들을 비롯하여 공덕이 적은 이들까지 그 나라의 보리수나무가 한없이 빛나고 그 높이가 사백만 리나 되는 것을 알아보지 못한다면 저는 차라리 부처가 되지 않겠나이다.
제29원. 득변재지원(得辯才智願)

제가 부처가 될 적에 그 나라의 보살들이 스스로 경을 읽고 외우며 또한 남에게 설법하는 변재와 지혜를 얻을 수 없다면 저는 차라리 부처가 되지 않겠나이다.
제30원. 지변무궁원(智辯無窮願)

제가 부처가 될 적에 그 나라 보살들의 지혜와 변재가 한량이 있다면 저는 차라리 부처가 되지 않겠나이다.
제31원. 국토청정원(國土淸淨願)

제가 부처가 될 적에 그 불국토가 한없이 청정하여, 시방 일체의 무량무수한 모든 부처님 세계를 모두 낱낱이 비쳐봄이 마치 맑은 거울로 얼굴을 비쳐 보는 것과 같지 않다면 저는 차라리 부처가 되지 않겠나이다.
제32원. 보향합성원(寶香合成願)

제가 부처가 될 적에 지상이나 허공에 있는 모든 궁전이나 누각이나 흐르는 물이나 꽃과 나무나, 나라 안에 있는 일체 만물은 모두 헤아릴 수 없는 보배와 백천 가지의 향으로 이루어지고, 그 장엄하고 기묘함이 인간계나 천상계에서는 비교할 수 없으며, 그 미묘한 향기가 시방세계에 두루 풍기면, 보살들은 그 향기를 맡고 모두 부처님의 행을 닦게 되리니, 만약 그렇지 않다면 저는 차라리 부처가 되지 않겠나이다.
제33원. 촉광유연원(觸光柔軟願)

제가 부처가 될 적에 시방세계의 한량없고 불가사의한 모든 불국토의 중생들의 몸에 저의 광명이 비치어 접촉한 이는 그 몸과 마음이 부드럽고 상냥하여 인간과 천상을 초월하리니 만약 그렇지 않는다면 저는 차라리 부처가 되지 않겠나이다.
제34원. 문명득인원(問名得忍願)

제가 부처가 될 적에 시방세계의 헤아릴 수 없고 불가사의한 모든 부처님 세계의 중생들이 제 이름(아미타불)을 듣고, 보살의 무생법인(無生法忍)과 깊은 지혜 공덕인 다라니 법문을 얻을 수 없다면 저는 차라리 부처가 되지 않겠나이다.
제35원. 여인성불원(女人成佛願)

제가 부처가 될 적에 시방세계의 헤아릴 수 없고 불가사의한 부처님 세계의 여인들이 제 이름(아미타불)을 듣고 환희심을 내어 보리심을 일으키되 여자의 몸을 싫어한 이가 목숨을 마친 후에 다시금 여인이 된다면 저는 차라리 부처가 되지 않겠나이다.
제36원. 상수범행원(常修梵行願)

제가 부처가 될 적에 시방세계의 헤아릴 수 없고 불가사의한 모든 부처님 세계의 보살들이 제 이름(아미타불)을 듣고 수명이 다한 후에 만약 청정한 수행을 할 수 없고 마침내 성불하지 못한다면 저는 차라리 부처가 되지 않겠나이다.
제37원. 인천지경원(人天至敬願)

제가 부처가 될 적에 시방세계의 헤아릴 수 없고 불가사의한 모든 부처님 세계의 중생들이 제 이름(아미타불)을 듣고 땅에 엎드려 부처님을 예배하며 환희심과 신심을 내어 보살행을 닦을 때 모든 천신(天神)과 인간들이 그들을 공경하지 않는다면 저는 차라리 부처가 되지 않겠나이다.
제38원. 의복수념원(衣服隨念願)

제가 부처가 될 적에 그 나라의 중생들이 의복을 얻고자 하면 생각하는 대로 바로 훌륭한 옷이 저절로 입혀지게 되는 것이 마치 부처님이 찬탄하시는 가사가 자연히 비구들의 몸에 입혀지는 것과 같으리니 만약 그렇지 않고 바느질이나 다듬이질이나 물들이거나 빨래할 필요가 있다면 저는 차라리 부처가 되지 않겠나이다.
제39원. 수락무염원(受樂無染願)

제가 부처가 될 적에 그 나라의 중생들이 누리는 상쾌한 즐거움이 일체 번뇌를 모두 여읜 비구와 같지 않다면 저는 차라리 부처가 되지 않겠나이다.
제40원. 견제불토원(見諸佛土願)

제가 부처가 될 적에 그 나라의 보살들이 시방세계의 헤아릴 수 없는 청정한 불국토를 보고자 하면 그 소원대로 보배나무에서 모두 낱낱이 비쳐 보는 것이 마치 맑은 거울에 그 얼굴을 비쳐 보는 것과 같으리니 만일 그렇지 않다면 저는 차라리 부처가 되지 않겠나이다.
제41원. 제근구족원(諸根具足願)

제가 부처가 될 적에 다른 세계의 여러 보살들이 제 이름(아미타불)을 듣고 부처님이 될 때까지 육근이 원만하리니 만약 그렇지 않다면 저는 차라리 부처가 되지 않겠나이다.
제42원. 주정공불원(住定供佛願)

제가 부처가 될 적에 다른 세계의 보살들이 제 이름(아미타불)을 들은 이는 모두 청정한 해탈삼매를 얻을 것이며 매양 이 삼매에 머물러 한 생각 동안에 헤아릴 수 없고 불가사의한 모든 부처님을 공양하고도 오히려 삼매를 잃지 않으리니 만일 그렇지 않다면 저는 차라리 부처가 되지 않겠나이다.
제43원. 생존귀가원(生尊貴家願)

제가 부처가 될 적에 다른 세계의 보살들이 제 이름(아미타불)을 듣고도 수명이 다한 후에 존귀한 집에 태어나지 않는다면 저는 차라리 부처가 되지 않겠나이다.
제44원. 구족덕본원(具足德本願)

제가 부처가 될 적에 다른 세계의 보살들이 제 이름(아미타불)을 듣고 한없이 기뻐하며 보살행을 닦아서 모든 공덕을 갖추리니 만일 그렇지 않다면 저는 차라리 부처가 되지 않겠나이다.
제45원. 주정구불원(住定具佛願)

제가 부처가 될 적에 다른 세계의 보살들이 제 이름(아미타불)을 들으면 그들은 모든 부처님을 두루 뵈올 수 있는 삼매를 얻을 것이며, 이 삼매에 머물러 성불하기까지 언제나 불가사의한 일체 모든 부처님을 뵈올 수 있으리니 만일 그렇지 않다면 저는 차라리 부처가 되지 않겠나이다.
제46원. 수의문법원(隨意聞法願)

제가 부처가 될 적에 그 나라의 보살들은 듣고자 하는 법문을 소원대로 자연히 들을 수 있으리니 만약 그렇지 않다면 저는 차라리 부처가 되지 않겠나이다.
제47원. 득불퇴전원(得不退轉願)

제가 부처가 될 적에 다른 세계의 보살들이 제 이름(아미타불)을 듣고 나서 일체 공덕이 물러나지 않는 불퇴전의 자리에 이를 수 없다면 저는 차라리 부처가 되지 않겠나이다.
제48원. 득삼법인원(得三法忍願)

제가 부처가 될 적에 다른 세계의 보살들이 제 이름(아미타불)만 듣고 바로 설법을 듣고 깨닫는 음향인(音響忍)과 진리에 수순하는 유순인(柔順忍)과 나지도 죽지도 않는 도리를 깨닫는 무생법인(無生法忍)을 성취하지 못하면 저는 차라리 부처가 되지 않겠나이다.

## 아미타불 관련 불경
- 《불설아미타경》(佛說阿彌陀經)
- 《불설대승무량수장엄청정평등각경》(佛說大乘無量壽莊嚴淸靜平等覺經)
- 《불설관무량수경》(佛說觀無量壽經)
- 《능엄경 대세지보살염불원통장》(楞嚴經 大勢至菩薩念佛圓通章)
- 《화엄경 보현보살행원품》(華嚴經 普賢菩薩行願品)

## 문화재

### 대한민국의 국보
- 《경주 불국사 금동아미타여래좌상》(국보 제27호)

## 같이 보기
- 구제불
- 본원
- 제18원
- 정토
- 정토교

## 참고 문헌
- 이 문서에는 다음커뮤니케이션(현 카카오)에서 GFDL 또는 CC-SA 라이선스로 배포한 글로벌 세계대백과사전의 내용을 기초로 작성된 글이 포함되어 있습니다.
- 유네스코 등록 세계유산, 불국사(2) 국정브리핑 2005-05-15